# NGC 5495
NGC 5495 este o galaxie seyfert de tip 2⁠(d) situată în constelația Hidra. A fost descoperită în 13 mai 1834 de către John Herschel. Se află la o distanță de 97,67 de megaparseci de Pământ.